# ماثيو أ. زيمرمان
ماثيو أ. زيمرمان (بالإنجليزية: Matthew A. Zimmerman)‏ هو ضابط أمريكي، ولد في 9 ديسمبر 1941 في روك هيل في الولايات المتحدة.